# 老莱站
老莱站是位于黑龙江省讷河市老莱镇的一个铁路车站，邮政编码161346。车站建于1936年，有富西铁路经过该站，现办理客货运业务，车站及其上下行区间均未电气化。车站距离富裕站110公里，隶属哈尔滨铁路局，是四等站。
1. ↑   (PDF). 中铁工程设计咨询集团有限公司. 2024 –嫩江市人民政府.